# Ira Regia en el Cantar del Mío Cid
Ira Regis es un término que se usaba antiguamente cuando el rey expulsaba a su vasallo de las tierras por algún motivo, por lo que el vasallo debía abandonar la tierra dentro de un determinado tiempo propuesto por el rey. Este término era propio en la Edad Media. Está relacionado con ira regis, dicho de otra manera, la ira del rey.

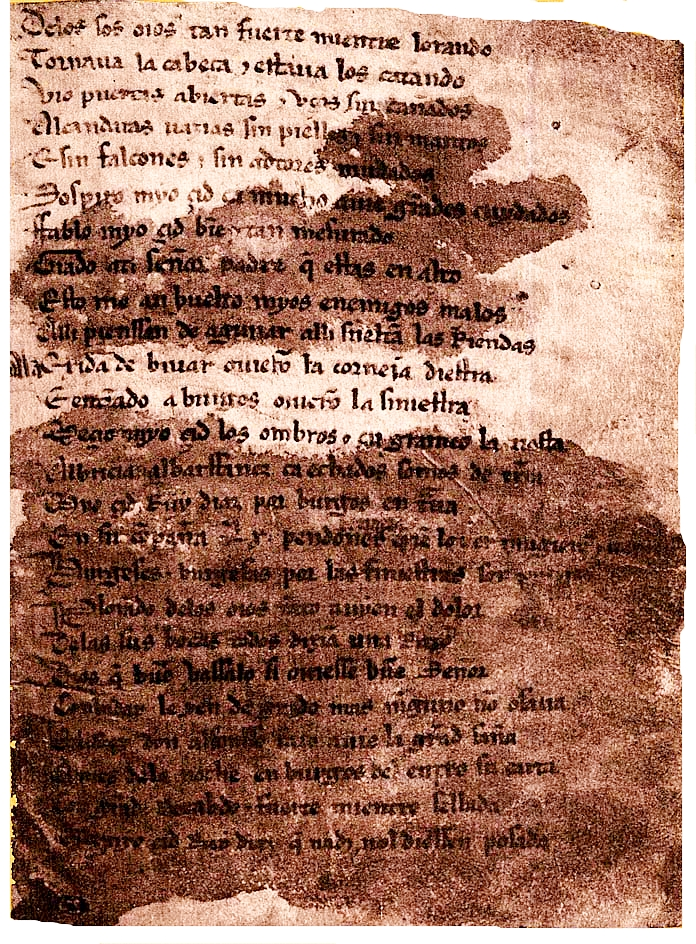
Cantar de Mío Cid

## Causas de laIra Regia
Las causas que pueden llevar a un rey a expulsar a un vasallo de su territorio principalmente serían tres causas: enemistad, delito o traición a este. Realmente, el rey Alfonso VI destierra a su vasallo por otros motivos ajenos a estos, la gente comienza a envidiar al Cid Campeador por la batalla contra el rey de Granada, esa envidia provoca, como consecuencia, que el poblado comience a conversar falacias sobre El Cid y esa información llegue al rey.
El motivo principal por el que lo expulsa es por un supuesto robo de las ganancias que debía al rey por ganar la batalla con dicho monarca de Granada, por lo tanto, Alfonso VI lo considera una traición hacía su figura. Además, no debemos olvidar que el Cid debe dejar a su familia Doña Jimena, Doña Sol y a Doña Elvira atrás puesto que su entrada a Castilla estaba prohibida.

## Consecuencias de laIra Regia
La consecuencia de la Ira Regia en El Cid es principalmente el destierro del héroe. Pero el rey no solo lo destierra de Castilla: según va avanzando el Cid para salir de las tierras de Castilla, se va percatando de que nadie lo quiere hospedar ni alimentar por orden del rey. A cualquier persona que hospedara o alimentara al héroe se le embargarían los bienes. Podemos encontrar este episodio en el primer cantar cuando una niña se acerca al Cid explicándole lo ocurrido. Los burgaleses sienten compasión por el Cid debido a la injusticia cometida por el rey.
Inconscientemente, sin quererlo, el rey convierte al Cid en un héroe, como modelo de nación. Al comienzo del poema El Cid se siente avergonzado, desdichado e infeliz, pero según va avanzando la obra, el héroe va recuperando la honra y su carácter evoluciona convirtiéndose en una persona venturosa, despreocupada y satisfecha.

## Primer Cantar: El Destierro

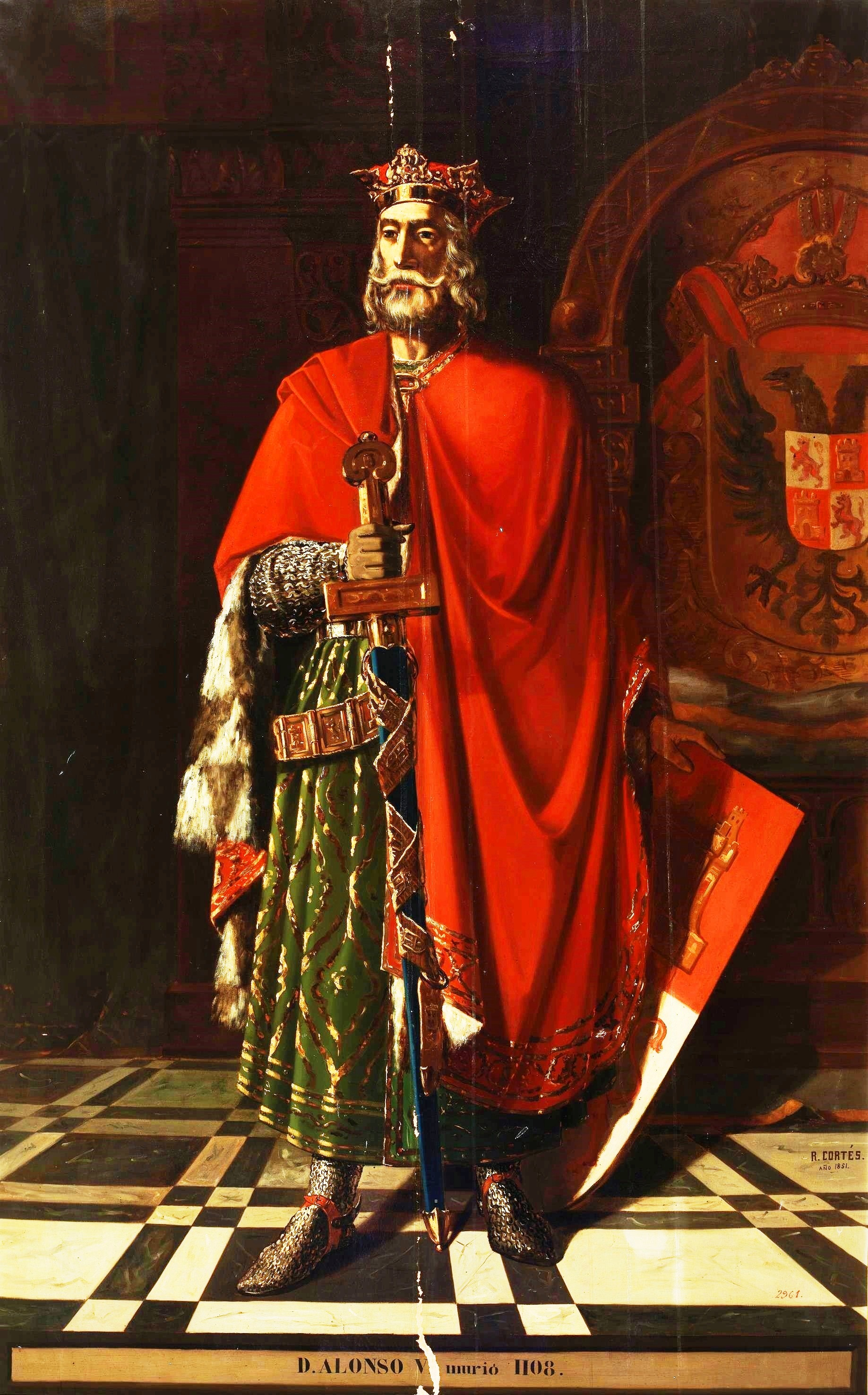
Alfonso VI

Alfonso VI decide desterrar al Campeador por el hecho ocurrido con el rey de Granada. Un dato curioso y muy común en la época es que no se produce un juicio real de acusación hacia el héroe. La acusación injusta del rey es suficiente para poder culpar al Cid de lo ocurrido, no necesita pruebas fiables. Le condena porque el rey es la ley, no es necesario la existencia de un juicio. En el poema se trata la ira regia como motor principal de la catástrofe, de la desdicha, puesto que algo dramático ha ocurrido al héroe. Además, El Cid se muestra en muchos momentos del poema con un carácter de dramatismo, pues habían acabado con su honra y su familia (doña Jimena, doña Sol y doña Elvira) se sentía realmente avergonzada por lo ocurrido.

Quando lo vio donna Ximena, a pies se le echaua:

Merçed, Campeador, en buen ora cinxiestes espada:

Sacada me auedes de muchas verguenças malas.

En este pequeño fragmento podemos observar cómo la mujer del Cid se dirige a él tras haber ganado Valencia y de que manera se enorgullece por haberlas sacado de un período tan difícil de deshonra.

## Traición a los judíos
Este episodio es considerado uno de los más significativos de la obra, pues a pesar de que al Cid se le caracterice por ser un hombre noble, realista y moderno,[cita requerida] podemos observar como en este fragmento tanto por él como por sus hombres debe llevar a cabo un ardid para poder alimentarse. En este engaño también participa Martín Antolínez, ambos deciden henchir dos arcas de arena, haciéndose creer que eran las riquezas ganadas por El Cid Campeador. Necesitaban obtener marcos para poder continuar el viaje y salir cuanto antes de Castilla, por lo que se centran en dos judíos: Raquel y Vidas.

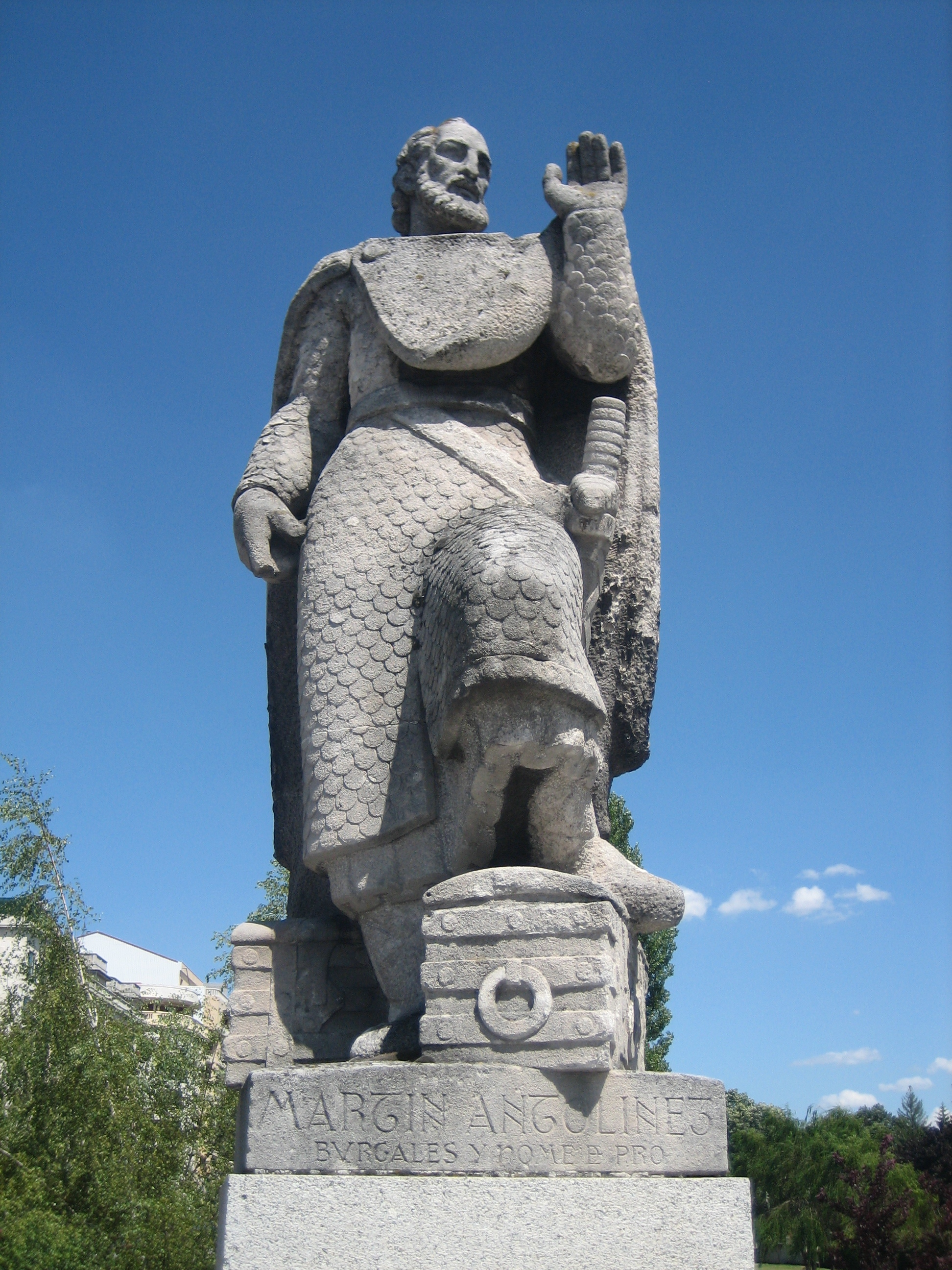
Martín Antolínez acompañante del Cid en la traición a los judíos

Martín Antolínez es el encargado de comunicar la idea de las arcas a los judíos para que a cambio de cuidarlas durante un año estos cedieran 600 marcos de plata, si el Campeador no regresara con los 600 marcos los judíos se quedarían con las arcas llenas de plata y oro. Una vez ocurre este suceso El Cid decide continuar su camino para poder alejarse cuanto antes de las tierras pertenecientes al rey Alfonso VI.

## El perdón real
Cuando Don Rodrigo Díaz de Vivar, el Campeador, sale de las tierras pertenecientes al rey comienza gran número de batallas victoriosas. Cada vez que ganaba una batalla, enviaba a su fiel acompañante Álvar Fáñez hacia Castilla con gran parte de los tributos que El Cid conseguía en las batallas. Este lo hacía con doble intención, pues quería conseguir el perdón del rey. Una vez el héroe conquistó Valencia, invitó al rey como muestra de cariño. El rey aceptó la invitación, pero propuso al Campeador que sus hijas, Elvira y Sol, se casaran con los Infantes de Carrión, hecho que acabaría en tragedia.
Cuando Alfonso VI llegó a Valencia, se produjo una suntuosa reunión cerca del Tajo, cuya duración fue de tres días. El primer día, el monarca pidió perdón al héroe de manera oficial, inmediatamente El Cid besó las manos del rey en señal de agradecimiento y vasallaje. El segundo día, El Cid en honor al rey celebró una ceremonia. Y el tercer y último día, se trata principalmente sobre el matrimonio de las hijas del héroe.<ref>Koloto de Dikanda Madeleine ((diciembre,2004)).  Komé, ed. «La ira regia en el Poema de mio Cid». Analecta Malacitana. p. núm 16.